# Luis VIII de Hesse-Darmstadt
Luis VIII de Hesse-Darmstadt (en alemán, Ludwig VIII von Hessen-Darmstadt; Darmstadt, 5 de abril de 1691- Darmstadt, 17 de octubre de 1768) fue el landgrave de Hesse-Darmstadt de 1739 a 1768. Sus padres fueron el landgrave Ernesto Luis de Hesse-Darmstadt y Dorotea Carlota de Brandeburgo-Ansbach. En 1717, se casó con la condesa Carlota de Hanau-Lichtenberg, y el condado de Hanau-Lichtenberg se sumó a su dominios.

## Biografía

### Landgraviato
Debido a su pasión por la cacería, fue conocido como el «landgrave cazador» (en alemán: Jagdlandgraf).
Durante la guerra de los Siete Años combatió del lado del emperador y recibió el grado de general mariscal de campo. Al igual que su padre, Luis no fue talentoso en los asuntos económicos y solo su buena relación con la emperatriz María Teresa I de Austria y la intervención de esta ante el Consejo de la Corte Imperial salvó al landgraviato de la bancarrota. Sin embargo, el cuidado que brindó a su país está documentado por el establecimiento de una casa de textiles en 1742 y un orfanato estatal en 1746.

### Matrimonio y descendencia
Se casó el 5 de abril de 1717, con la condesa Carlota, hija del príncipe Juan Reinardo III de Hanau-Lichtenberg y de la princesa Dorotea Federica de Brandeburgo-Ansbach. La pareja tuvo tres hijos: Luis, futuro landgrave de Hesse-Darmstadt; Jorge Guillermo y Carolina Luisa.

### Fallecimiento
Luis VIII de Hesse Darmstadt falleció con 77 años, el 17 de octubre de 1768.